# Nogent-sur-Aube
Nogent-sur-Aube település Franciaországban, Aube megyében. Lakosainak száma 311 fő (2022. január 1.). Nogent-sur-Aube Avant-lès-Ramerupt, Chaudrey, Coclois, Dommartin-le-Coq, Mesnil-Lettre, Morembert és Ramerupt községekkel határos.

## Népesség
A település népessége az elmúlt években az alábbi módon változott:
| Lakosok száma | 314  | 317  | 311  | 337  | 348  | 341  | 322  | 312  | 297  | 311  |
|               | 1968 | 1982 | 1990 | 2006 | 2013 | 2015 | 2017 | 2019 | 2020 | 2022 |